# Ormosia fastigiata
Ormosia fastigiata är en ärtväxtart som beskrevs av Louis René Tulasne. Ormosia fastigiata ingår i släktet Ormosia och familjen ärtväxter. Inga underarter finns listade i Catalogue of Life.